# صاریغ‌های موشی معمولی
صاریغ‌های موشی معمولی(نام علمی: Caenolestes) نام یک سرده از تیره صاریغ موشی است.